# Nycticorax caledonicus
Nycticorax caledonicus là một loài chim trong họ Diệc.
Loài này chủ yếu sinh hoạt về đêm và được quan sát thấy ở nhiều môi trường sống khác nhau, bao gồm rừng, đồng cỏ, bờ biển, rạn san hô, đầm lầy, đồng cỏ và đầm lầy. Loài này có chiều dài từ 55 đến 65 cm, với phần trên màu quế đậm và phần dưới màu trắng. Loài chim này diệc này có quy mô quần thể ổn định và được Liên minh Bảo tồn Thiên nhiên Quốc tế phân loại là loài ít tâm.